# Institut orientálních rukopisů Ruské akademie věd

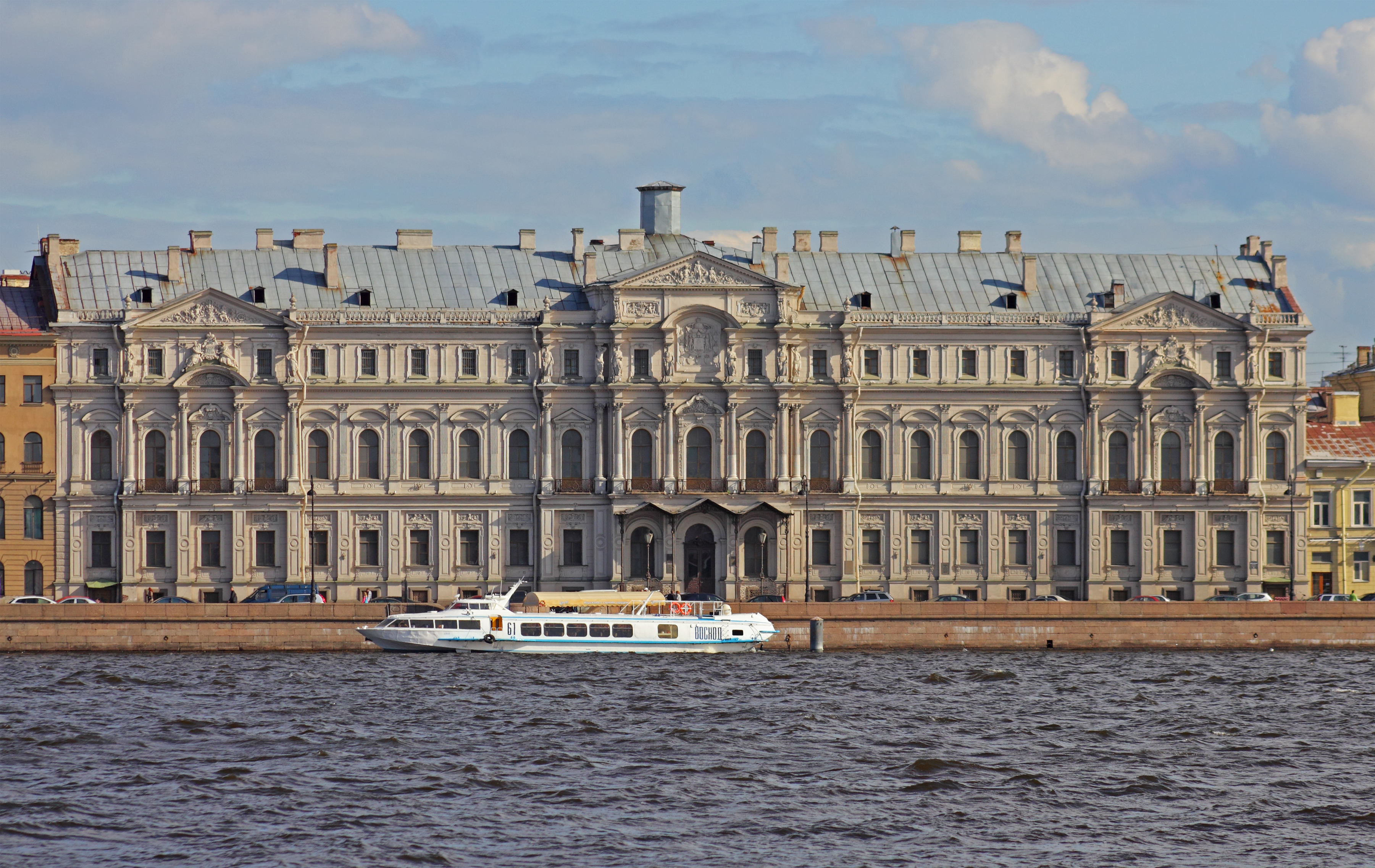
Novomichajlovský palác na Palácovém nábřeží, sídlo Institutu orientálních rukopisů

Institut či Ústav orientálních rukopisů Ruské akademie věd (IOR, rusky Институт восточных рукописей Institut vostočnych rukopisej) je od roku 2007 samostatný institut Ruské akademie věd se sídlem v Petrohradu, před tím Petrohradská pobočka Institutu orientalistiky Ruské akademie věd. Institutu uchovává různé sbírky rukopisů a rané tištěné materiály v asijských jazycích, včetně arabštiny, čínštiny, mongolštiny, tibetštiny a tangutštiny. Je to tradiční centrum historické orientalistiky v Rusku a probíhá zde doktorské a postdoktorské studium.

## Dějiny
Počátky institutu sahají do roku 1818, kdy se Petrohradská akademie věd dozvěděla, že Jean-Baptiste Louis-Jacques Rousseau (1780–1831), francouzský konzul v Aleppu a Tripolisu (tehdy obě města byla součást Osmanské říše), prodával svou rozsáhlou sbírku rukopisů psaných arabským písmem. V listopadu téhož roku prezident akademie hrabě Sergej Uvarov napsal správní radě a požádal, aby byla v kabinetu kuriozit akademie vyčleněna samostatná místnost pro uložení této sbírky rukopisů (kterou nakonec zakoupila akademie při dvou transakcích, v letech 1819 a 1825). Tyto nákupy spolu s dalšími medailemi, rukopisy a knihami orientálního původu, která již akademie vlastnila, vytvořila Asijské muzeum v Petrohradě.
Asijské muzeum se rychle etablovalo jako hlavní organizace pro sběr a studium orientálních rukopisů a knih v Rusku, stejně jako významné mezinárodní centrum orientalistiky. V době ruské revoluce v roce 1917 se zde nacházela jedna z nejrozsáhlejších sbírek orientálních rukopisů a tištěných knih na světě. Po ruské revoluci Asijské muzeum pokračovalo pod stejným názvem až do května 1930, kdy byl založen Institut orientalistiky (IOS) Akademie věd SSSR a do tohoto nového ústavu bylo začleněno Asijské muzeum. Institut byl původně umístěna v budově knihovny akademie věd v Leningradu, ale v roce 1949 se přestěhovala do vlastních prostor v jednom křídle Novomichajlovského paláce (druhé křídlo užíval Institut pro dějiny hmotné kultury). O dva roky později, v roce 1951, byl ústav přemístěn do vlastních prostor v Moskvě. Z praktických důvodů však hlavní knihovna ústavu a její sbírky rukopisů a raných tisků zůstaly v Novomichajlovském paláci v Leningradu jako oddělení orientálních rukopisů.
V únoru 1956 bylo oddělení leningradských orientálních rukopisů restrukturalizováno jako Leningradská pobočka institutu. Zatímco hlavní část v Moskvě se soustředila na moderní studia, leningradská pobočka se specializovala na studium starověkých a středověkých orientálních dějin, literatury a jazyků, jakož i na vydávání kritických vydání textů ve svých sbírkách.
Po rozpadu Sovětského svazu v roce 1991 se postavení pobočky až do roku 2007 nezměnilo, pouze se sídlo Leningrad přejmenovalo na Petrohrad. V roce 2007 se petrohradská pobočka oddělila od institutu orientálních studií a stala se nezávislým institutem akademie. Nový institut, který na konci roku 2009 přijal jméno Institutu orientálních rukopisů, nadále zaujímá jedno křídlo Novomichajlovského paláce.

## Seznam ředitelů

### Ředitelé Asijského muzea (1818–1930)
- Christian Martin Frähn (1818–1842)
- Johannes Albrecht Bernhard Dorn (1842–1881)
- Viktor Romanovič Rosen (1881–1882)
- Ferdinand Johann Wiedemann (1882–1885)
- Friedrich Wilhelm Radloff (1885–1890)
- Karl Germanovich Salemann (1890–1916)
- Sergej Fjodorovič Oldenburg (1916–1930)

### Ředitelé Institutu orientalistiky (1930–1956)
- Sergej Fjodorovič Oldenburg (1930–1934)
- Alexandr Nikolajevič Samojlovič (1934–1937)
- Vasilij Vasiljevič Struve (1937–1938, dočasně vykonávající povinnosti ředitele)
- Alexej Petrovič Barannikov (1938–1940)
- Vasilij Vasiljevič Struve (1940–1950)
- Sergej Pavlovič Tolstov (1950–1953)
- Vsevolod Igorevič Avdijev (1953–1954)
- Alexander Andrejevič Guber (1954–1956)

### Ředitelé lenigradského/petrohradského oddělení Institutu orientalistiky (1956–2007)
- Josef Abgarovič Orbeli (1956–1961)
- Andrej Nikolajevič Kononov (1961–1963)
- Porota Ašotovič Petrosjan (1963–1996)
- Jevgenij Ivanovič Kyčanov (1997–2003)
- Irina Fjodorovna Popovová (2003–2007)

### Ředitelé Institutu orientálních rukopisů (od 2007)
- Irina Fjodorovna Popovová (2007–)

## Organizace institutu
Institut se vnitřně dělí na oddělení blízkého a středního východu, oddělení dálného východu, oddělení starověkého východu, oddělení rukopisů a dokumentů, oddělení centrální a jižní Asie. Na úrovni oddělení je i akademická knihovna institutu. Na institutu je organizována vyšší (doktorandská a postdoktorandská) výuka.
Oddělení rukopisů a dokumentů spravuje rozsáhlé sbírky rukopisů, dále je sem začleněna laboratoř („Serindika“) a také archiv orientalistů, kde jsou jak osobní fondy orientalistů, tak tematické sbírky vzniklé z vědecké činnosti orientalistů.

## Sbírky
Institut spravuje sbírku více než 100 000 rukopisů a raných tisků zahrnujících přibližně 65 různých jazyků, včetně arabštiny, arménštiny, čínštiny, etiopštiny, gruzínštiny, hebrejštiny, japonštiny, korejštiny, kurdštiny, mandžu, mongolštiny, perštiny, sanskrtu, sogdštiny, tádžičtiny, tangutštiny, tibetštiny, (staro)turkičtiny a ujgurštiny.

### Arabská sbírka
Základem sbírky rukopisů v Asijském muzeu bylo asi 700 arabských rukopisů patřících Rousseauovi, které byly získány v letech 1819 (500 rukopisů) a 1826 (200 rukopisů). První ředitel Asijského muzea Christian Martin Frähn nadále rozšiřoval muzejní sbírky psané arabským písmem a do roku 1828 bylo v muzeu umístěno přibližně 851 arabských, perských a tureckých rukopisů. Sbírka arabských rukopisů se podstatně rozrostla na počátku 20. století. V roce 1915 koupil Vladimir Alexejevič Ivanov asi 1057 rukopisů z Buchary. V letech 1916–1917 zaslal kurátor Kavkazského muzea v Tbilisi S. V. Ter-Avetisjan velké množství různých rukopisů ze své sbírky, včetně více než tisíc arabských rukopisů.

### Tibetská sbírka
Institut má jednu z největších sbírek tibetských knih a rukopisů na světě, která obsahuje více než 20 000 katalogizovaných položek a mnoho dosud nekatalogizovaných položek. Historie sbírky sahá do 20. let 18. století, kdy byly tibetské texty ze zničeného kláštera podél řeky Irtyš přivezeny zpět do Petrohradu. V průběhu 18. a 19. století bylo z burjatských klášterů na Sibiři shromážděno více tibetských a tibeto-mongolských deskotisků. Další tibetské a mongolské knihy zaslali zpět do Ruska v průběhu 19. století členové ruských duchovních misií v Číně. Na začátku 20. století mělo Asijské muzeum největší sbírku tibetských knih a rukopisů v Evropě, v některých oblastech však byla sbírka neúplná. Zbývající mezery ve sbírce zaplnili Gonbožab Cybikov a B. Baradiyn (1878–1937), kteří navštívili Tibet v letech 1899–1902, respektive 1905–1907.

### Rukopisy z Chara-choto
Institut vlastní světově největší sbírku rukopisů napsaných ve vymřelé tangutštině, které byly shromážděny průzkumníkem Pjotrem Kozlovem v pevnostním městě Chara-choto (Západní Sia ve Vnitřním Mongolsku) v letech 1907–1909. Na konci 14. století bylo město opuštěné a několik set let bylo z velké části pohřbeno v písku. Kozlov objevil tisíce rukopisů a xylografů uchovaných pod pískem, většinou napsaných v tangutském písmu. Rukopisy, knihy a archeologické artefakty, které Kozlov přivezl z Chara-choto, byly původně uloženy v muzeu Alexandra III. Ruského v Petrohradě, ale rukopisy a tištěné knihy byly přeneseny do Asijského muzea v roce 1911. Kromě několika tisíců textů v tangutštině obsahuje Kozlovova sbírka asi 660 rukopisů a tištěných knih v čínštině, většinou buddhistických textů, a asi 120 tibetských textů.

### Rukopisy z Turfanu a Tun-chuangu
Pozdější ředitel Asijského muzea Sergej Oldenburg uskutečnil dvě expedice do střední Asie (1909–1910 a 1914–1915). Během první Oldenburgovi expedice byla zkoumána řada míst v okolí Turfanu, včetně ruin klášterů Šorčuk, Jarchoto a Kuča. Expedice shromáždila nástěnné malby, obrazy, terakoty a asi sto rukopisů, většinou fragmenty psaný v písmě bráhmí. Během své druhé expedice Oldenburg prozkoumal jeskyně Mo-kao v Tun-chuangu a vrátil se k některým místům v Turfan, která navštívil během své první expedice. V Tun-chuangu našel velké množství artefaktů a fragmentů rukopisů (téměř 20 000 fragmentů, některé z nich drobných) a také zakoupil asi 300 svitků od místních lidí. Institut drží více než 19 000 fragmentů rukopisů a 365 rukopisných svitků shromážděných z Tun-chuang Oldenburgem, stejně jako asi třicet rukopisů shromážděných Sergejem Malovem během expedice do Chotanu v letech 1909–1910 a přibližně 183 ujgurských rukopisů shromážděných N. N. Krotkovem, ruským konzulem v Urumči a Kuldže.